# Paraulopus atripes
Espèce
Statut de conservation UICN

 DD 15 août 2019 : Données insuffisantes
Paraulopus atripes est une espèce de poissons marins téléostéens de la famille des Paraulopidae.

## Systématique
L'espèce Paraulopus atripes a été décrite pour la première fois en 2003 par les ichtyologues japonais Tomoyasu Sato (d) et Tetsuji Nakabō (d).

## Description
Paraulopus atripes possède un corps allongé qui varie entre 9,4 et 13,8 cm, et dont l'holotype mesure 13,5 cm.
L'espèce possède aussi une mâchoire inférieure légèrement projetée vers l'avant de la bouche, garnie de dents coniques réparties sur quatre rangées irrégulières. Le palais ainsi que le vomer sont également couverts de rangées de dents coniques tandis que la langue possède deux rangées de dents caniniformes.
Paraulopus atripes présente un dimorphisme sexuel remarquable au niveau de la nageoire pelvienne qui lui a valu son nom spécifique. En effet, les mâles ont une nageoire uniformément noire, là où celle des femelles est plus claire et s'assombrit vers son centre.

## Répartition
Cette espèce se croise dans l'océan Indien, uniquement dans la Saya de Malha à des profondeurs variant de 40 à 254 m.

## Étymologie
Son épithète spécifique, atripes dérive du latin atri, « noir », et pes, « pied », et fait référence à la couleur de la nageoire pelvienne des mâles.

## Publication originale
- (en) Tomoyasu Sato et Tetsuji Nakabo, « A revision of the Paraulopus oblongus group (Aulopiformes: Paraulopidae) with description of a new species », Ichthyological Research, vol. 50, no 2,‎ 1er mai 2003, p. 164 à 177 (ISSN 1341-8998 et 1616-3915, DOI 10.1007/S10228-002-0156-0, lire en ligne).